# Petr Zelenka (lední hokejista)
Petr Zelenka (* 24. dubna 1950) je bývalý český hokejový útočník.

## Hokejová kariéra
V československé lize hrál za CHZ Litvínov. Odehrál 9 ligových sezón, nastoupil v 224 ligových utkáních, dal 55 gólů a měl 24 asistencí. S reprezentací Československa získal bronzovou medaili za 3. místo na Mistrovství Evropy juniorů v ledním hokeji 1969. V nižších soutěžích hrál i za TJ Moravia Olomouc a TJ Baník Most.

## Klubové statistiky
| Sezona    | Klub            | Soutěž  | Základní část | Základní část | Základní část | Základní část | Základní část |
| Sezona    | Klub            | Soutěž  | Z             | G             | A             | B             | TM            |
| --------- | --------------- | ------- | ------------- | ------------- | ------------- | ------------- | ------------- |
| 1967/1968 | CHZ Litvínov    | 1. liga | 10            | 3             | 1             | 4             | -             |
| 1968/1969 | CHZ Litvínov    | 1. liga | 36            | 19            | 6             | 25            | -             |
| 1969/1970 | CHZ Litvínov    | 1. liga | 36            | 15            | 2             | 17            | -             |
| 1970/1971 | CHZ Litvínov    | 1. liga | 13            | 2             | 2             | 4             | -             |
| 1971/1972 | CHZ Litvínov    | 1. liga | 36            | 8             | 2             | 10            | -             |
| 1972/1973 | CHZ Litvínov    | 1. liga | 32            | 4             | 4             | 8             | -             |
| 1973/1974 | CHZ Litvínov    | 1. liga | 34            | 2             | 2             | 4             | -             |
| 1974/1975 | CHZ Litvínov    | 1. liga | 17            | 2             | 4             | 6             | -             |
| 1975/1976 | CHZ Litvínov    | 1. liga | 10            | 0             | 1             | 1             | -             |
| 1977/1978 | Moravia Olomouc | 2. liga | -             | -             | -             | -             | -             |